# Aerosan

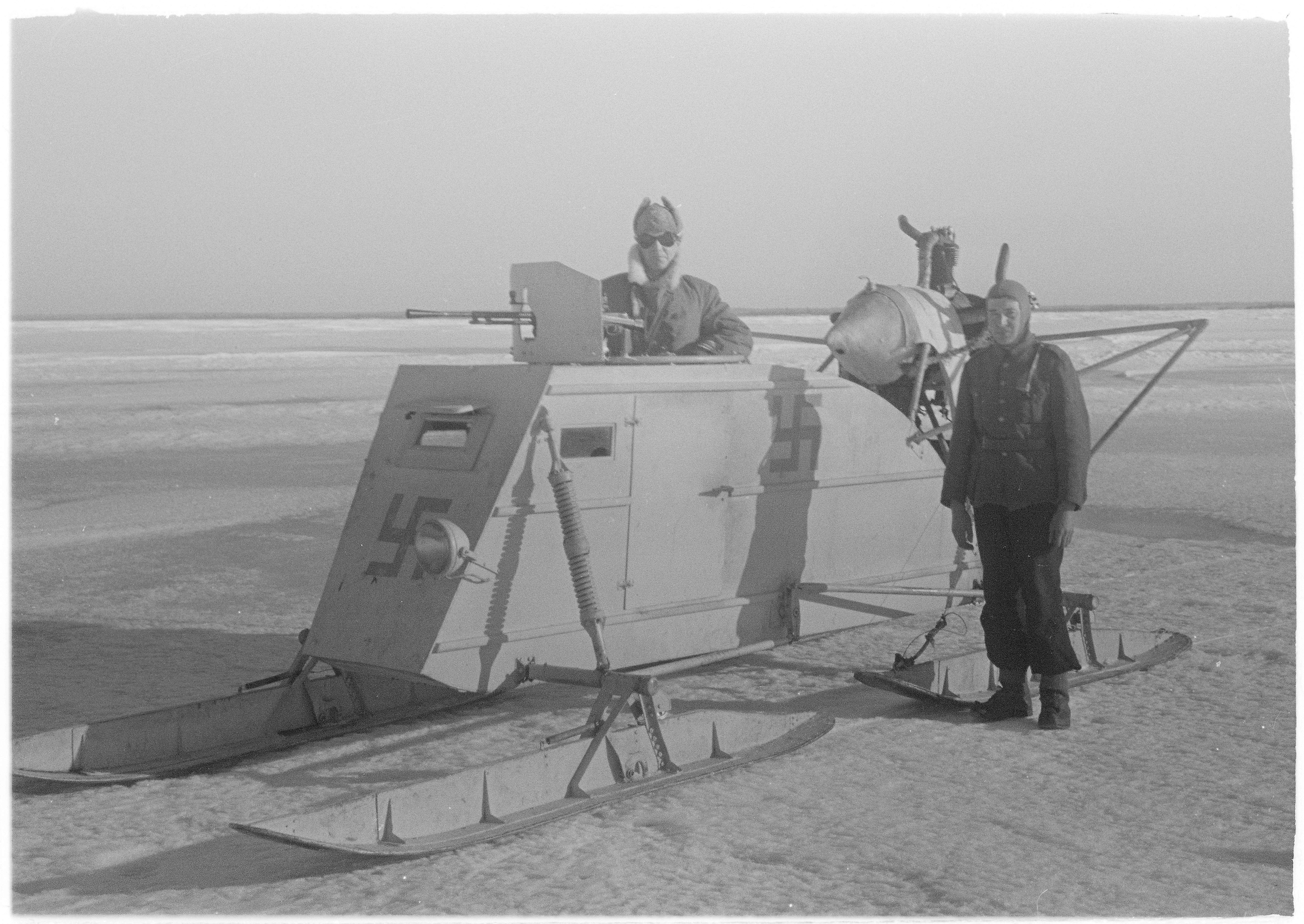
En finsk motorsläde.

Aerosan (ryska: aэросани, "luftsläde") är en propellerdriven, skidburen motorsläde.
Det var framförallt Sovjetunionen som använde denna typ av fordon före och under andra världskriget för transporter och spaningsuppdrag i arktiska områden samt vintertid då hjulfordon hade svårt att ta sig fram. Den svenska armén gjorde försök med en aerosan under 1940-talet utvecklad av Landsverk. Pansarsläden kallad "Sländan" men visade sig vara instabil och klumpig så projektet lades ner 1948.